# Haemogamasidae
Famille
Les Haemogamasidae  sont une famille d'acariens Parasitiformes Mesostigmata. Elle contient 7 genres et plus de 70 espèces.
Eulaelapinae Wen Tin-Whan, 1976 et Acanthochelinae Radovsky & Gettinger, 1999 en sont synonyme.

## Classification
- Acanthochela Ewing, 1933
- Brevisterna Keegan, 1949
- Euhaemogamasus Ewing, 1933
- Eulaelaps Berlese, 1903
- Haemogamasus Berlese, 1889 synonyme Groschaftella Pfivora & Samsinak, 1957
- Ischyropoda Keegan, 1951
- Terasterna Zhou, Gu & Wen, 1995